# Stentor
Pour les articles homonymes, voir Stentor (homonymie).
Dans la mythologie grecque, Stentor (en grec ancien Στέντωρ / Sténtôr) est un crieur de l'armée des Grecs lors de la guerre de Troie.
Son nom vient du verbe στένειν / sténein qui signifie « gémir profondément et bruyamment, mugir ». Il reste dans l'expression populaire « avoir une voix de Stentor » qui, dès l'Antiquité,, signifie avoir une voix très puissante, retentissante et parfaitement audible.
Il n'apparaît pourtant qu'une seule fois dans la littérature grecque, et de manière indirecte, lorsque, au chant V de l’Iliade, Héra revêt l'apparence de ce personnage pour encourager Diomède et ses hommes face à l'assaut troyen :

« Héra, la déesse aux bras blancs, s'arrêta et, prenant les traits du valeureux Stentor, qui, de sa voix de bronze, faisait autant de bruit que cinquante hommes, s'écria […] »

Il partage avec Achille sa « voix de bronze ». Les scholiastes d'Homère précisent que Stentor est d'origine thrace, qu'il est le premier à se servir d'une conque comme trompette de guerre et qu'il est mis à mort après avoir été vaincu par le dieu Hermès dans une joute vocale.

## Postérité
L'astéroïde troyen de Jupiter (2146) Stentor est nommé en référence à ce personnage mythologique.